# Federalismo demaniale
Il federalismo demaniale, o federalismo patrimoniale, è un istituto disciplinato dal d.lgs. 28 maggio 2010, n. 85, e costituisce un corollario del federalismo fiscale. Quest'ultimo è previsto in Italia dall'articolo 119 della Costituzione ed è in corso di attuazione ad opera della legge statale 5 maggio 2009, n. 42, recante "Delega al Governo in materia di federalismo fiscale, in attuazione dell'articolo 119 della Costituzione", nonché dei decreti legislativi di esercizio della delega. Il d.lgs. 85/2010, comunemente noto come federalismo demaniale, costituisce il primo di questi decreti delegati, in ordine cronologico.

## La legge 42/2009
La struttura della legge 42 prevede la possibilità per il Governo di esercitare la delega mediante atti distinti, in ogni caso sottoposti a principi e criteri direttivi comuni (art. 2), ai quali si aggiungono principi e criteri direttivi specifici.
Il federalismo demaniale costituisce appunto un criterio direttivo specifico (art. 19) per il cui adempimento è previsto (art. 19):
1. attribuzione a titolo non oneroso ad ogni livello di governo di distinte tipologie di beni, commisurate alle dimensioni territoriali, alle capacità finanziarie ed alle competenze e funzioni effettivamente svolte o esercitate dalle diverse regioni ed enti locali, fatta salva la determinazione da parte dello Stato di apposite liste che individuino nell'ambito delle citate tipologie i singoli beni da attribuire;
2. attribuzione dei beni immobili sulla base del criterio di territorialità;
3. ricorso alla concertazione in sede di Conferenza unificata, ai fini dell'attribuzione dei beni a comuni, province, città metropolitane e regioni;
4. individuazione delle tipologie di beni di rilevanza nazionale che non possono essere trasferiti, ivi compresi i beni appartenenti al patrimonio culturale nazionale.

## Il d.lgs. 85/2010
Nel dicembre 2009 è stato predisposto lo Schema di decreto legislativo sul federalismo demaniale, poi oggetto di discussione in Conferenza Stato-città ed autonomie locali, essendo sfumata la possibilità di discuterne in sede di Conferenza Unificata. Dopo una globale revisione dello Schema operata in occasione del Consiglio dei ministri del 12 marzo 2010, l'articolato è stato presentato alle Camere per l'espressione dei pareri previsti dalla legge delega.
A livello contenutistico, lo Schema prevede il trasferimento agli enti territoriali (Regioni, Province, Città metropolitane, Comuni) dei beni indicati all'art. 5. Si tratta principalmente di:
- beni appartenenti al demanio marittimo e relative pertinenze, salvo quelli direttamente utilizzati dalle amministrazioni statali;
- beni appartenenti al demanio idrico e relative pertinenze, nonché delle opere idrauliche e di bonifica di competenza statale, ma con esclusione dei fiumi di ambito sovraregionale e dei laghi di ambito sovraregionale, se non sono oggetto di intesa tra le Regioni interessate;
- aeroporti di interesse regionale o locale;
- miniere, cave e torbiere;
- altri beni immobili dello Stato. In particolare saranno trasferiti beni immobili in uso al Ministero della Difesa non ricompresi tra quelli utilizzati per le funzioni di difesa e sicurezza nazionale.

Restano invece esclusi da detta procedura di trasferimento patrimoniale:
- immobili utilizzati dalle amministrazioni dello Stato ed altri organismi pubblici per comprovate ed effettive finalità istituzionali;
- porti e aeroporti di rilevanza economica nazionale ed internazionale;
- reti di interesse statale, ivi comprese quelle statali ed energetiche;
- strade ferrate in uso di proprietà dello Stato;
- parchi nazionali e riserve naturali statali
- beni costituenti la dotazione della Presidenza della Repubblica, nonché i beni in uso a qualsiasi titolo al Senato della Repubblica, alla Camera dei deputati, alla Corte Costituzionale, nonché agli organi di rilevanza costituzionale.

Dello status dei beni trasferiti si occupa l'art. 4; in particolare è disposto che i beni trasferiti appartenenti al demanio marittimo, idrico e aeroportuale restano assoggettati al regime stabilito dal codice civile, nonché alla disciplina di tutela e salvaguardia dettata dal medesimo codice, dal codice della navigazione, dalla legge regionale e dalle norme europee di settore, con peculiare riguardo a quelle di tutela della concorrenza. Il loro eventuale passaggio al patrimonio disponibile deve, ai sensi dell'art. 829, com. 1, c.c., essere dichiarato all'autorità amministrativa e se ne deve dare pubblico annunzio nella Gazzetta Ufficiale. Su detti beni non potranno comunque essere costituiti diritti di superficie. Gli altri beni trasferiti, a meno che al momento dell'attribuzione non ne sia disposto motivatamente il mantenimento nel demanio o l'inclusione nel patrimonio indisponibile, entrano a far parte del patrimonio disponibile dei Comuni, delle Province, delle Regioni e delle Città metropolitane; ciò nonostante, potranno essere alienati solo secondo determinate procedure e con un'attestazione, dell'Agenzia del demanio o dell'Agenzia del territorio, secondo le rispettive competenze.
Infine, l'art. 3 fissa le modalità procedurali di trasferimento dei beni, che risulta per vero articolato ed integrato da numerose altre disposizioni, mentre l'art. 6 si occupa della semplificazione delle procedure di attuazione del federalismo demaniale e l'art. 7 preserva tutti gli atti, contratti, formalità e altri adempimenti necessari per l'attuazione del federalismo demaniale da ogni diritto e tributo.